# De Blikken
De Blikken is een natuurgebied in West-Zeeuws-Vlaanderen, dat zich bevindt tussen Oostburg, Groede en Nieuwvliet. Het gebied meet 45 ha en is eigendom van de Stichting Het Zeeuwse Landschap.
Het gebied bevindt zich in de Nieuwe Groedschepolder. Oorspronkelijk was dit de Oude Yvepolder, waarvan in 1583 echter de dijken werden doorgestoken. In 1613 volgde herinpoldering. De getijdenwerking heeft een reliëfrijk landschap doen ontstaan.
Tegenwoordig is het een weilandreservaat met daarbinnen een grote vlakte open water. Sinds 1969 staat het gebied via een afwateringskanaal in verbinding met De Reep en de Nieuwkerkse Kreek. Omstreeks 1995 werd dit afwateringskanaal van het open water afgekoppeld, zodat het waterpeil daarvan beter te regelen was omdat het regenwater niet meer onmiddellijk werd afgevoerd.
Het gebied is vooral van belang als broedgebied voor weidevogels en als pleisterplaats voor watervogels, zoals de smient. Tot de vegetatie behoort kamgras en veldgerst. Op een enkele plaats komt nog zeekraal voor, maar de ontzilting schrijdt verder voort waardoor deze plant hier steeds zeldzamer wordt.
In 2007 werd aan de Ringdijk een vogelkijkhut gebouwd.